# Municipio de Young (Uruguay)
El municipio de Young es uno de los municipios del departamento de Río Negro, Uruguay. Tiene su sede en la ciudad homónima.

## Ubicación
El municipio se encuentra localizado en la zona norte del departamento de Río Negro, limitando al norte con el departamento de Paysandú.

## Características
El municipio de Young fue creado por Ley N.º 18653 del 15 de marzo de 2010, y forma parte del departamento de Río Negro. Comprende los distritos electorales LBC y LBD de ese departamento. Sus límites geográficos quedaron determinados según el Decreto N.º 273/2010 de la Junta Departamental de Río Negro. La única localidad que forma parte de este municipio es la ciudad de Young.

## Autoridades
La autoridad del municipio es el Concejo Municipal, compuesto por el Alcalde y cuatro Concejales.
Alcaldes según período:
| Nº | Alcalde                   | Partido          | Inicio del mandato      | Fin del mandato         | Observaciones       | Concejales                                                                                  |
| -- | ------------------------- | ---------------- | ----------------------- | ----------------------- | ------------------- | ------------------------------------------------------------------------------------------- |
| 1  | Raúl Lafluf               | Partido Nacional | 9 de julio de 2010      | 8 de julio de 2015      | Alcalde elegido     |                                                                                             |
| 2  | Inés Mercedes Long Zapata | Partido Nacional | 9 de julio de 2015      | 26 de noviembre de 2020 | Alcaldesa elegida   | Javier H. López (PN) Juan José Muller (PN) Jorge Firpo (FA) Daniel M. Campero (FA)          |
| 3  | Inés Mercedes Long Zapata | Partido Nacional | 27 de noviembre de 2020 | 11 de julio de 2025     | Alcaldesa reelegida | José Luis Obando (PN) Hugo Hornos (PN) Ana Cecilia Rodríguez (FA) Walter Silva Taborda (FA) |
| 4  | Ana Cecilia Rodríguez     | Frente Amplio    | 11 de julio de 2025     | 2030                    | Alcaldesa elegida   |                                                                                             |